# Львов, Владимир Николаевич (1872)
Влади́мир Никола́евич Львов (2 апреля 1872 — 20 сентября 1930, Томск) — российский и советский политический, государственный и религиозный деятель. Член Государственной думы III и IV созывов. Обер-прокурор Святейшего синода (1917; в составе Временного правительства). Внук Александра Львова, брат политика Николая Львова.

## Ранние годы
Родился в дворянской семье Львовых. Отец, Николай Александрович Львов (1834—1887) — торжокский помещик; внук А. Н. Львова и графа Н. С. Мордвинова, сын Н.А. Львова.  Мать — Мария Михайловна, урождённая Челищева (17 [29] июля 1843 — 1915).
Окончил частную мужскую гимназию Поливанова, историко-филологический факультет Московского университета, был вольнослушателем Московской духовной академии. Хотел поступить в монастырь, но известный старец Варнава Гефисиманский (Меркулов), ныне причисленный к лику святых, не благословил его на постриг, зато нашёл ему невесту и совершил обряд венчания. В юности занимался музыкой, рисовал, писал стихи (позднее стал автором слов и музыки гимна дворянства Самарской губернии «Мы шпагу носим за царя»).

## Общественный и политический деятель
Жил в имении Кротково в Бугурусланском уезде Самарской губернии (ранее имение принадлежало жене, но она передала право на управление мужу). В 1907 владел 360 десятинами земли, в 1912 — уже 4608 десятинами. В 1905 участвовал в создании «Союза 17 октября» в Самаре и Самарской губернии. Избирался гласным Бугурусланского уездного и Самарского губернского земских собраний. В 1907 — член Самарской губернской земской управы. Публиковался в газете «Голос Самары».
В 1907 был избран членом III Государственной думы от общего состава выборщиков Самарской губернии. В 1907—1910 — член фракции «Союза 17 октября», затем входил в состав Русской национальной фракции и группы независимых националистов. Председатель комиссии по делам Русской церкви, также входил в состав комиссий по наказу и вероисповедным вопросам, бюджетной комиссии. Был известен в Думе как Львов 2-й (Львов 1-й — его старший брат Николай).
В 1912 избран членом IV Государственной думы от общего состава выборщиков Самарской губернии. Стал председателем фракции Центра, сохранил пост председателя комиссии по делам Русской православной церкви, также входил в состав комиссий по вероисповедным вопросам, по старообрядческим делам, по направлению законодательных предположений, по исполнению государственной росписи доходов и расходов, бюджетной и финансовой комиссий. Эволюционировал в сторону политической оппозиции, в 1915 стал членом Бюро Прогрессивного блока. Критиковал ситуацию в управлении Российской Церкви, был противником влияния Григория Распутина на решения синодальных дел, выступал за созыв поместного собора и реформу церковного управления. В 1915 оппозиция рассматривала его кандидатуру на пост обер-прокурора Святейшего Синода.

## Обер-прокурор Синода

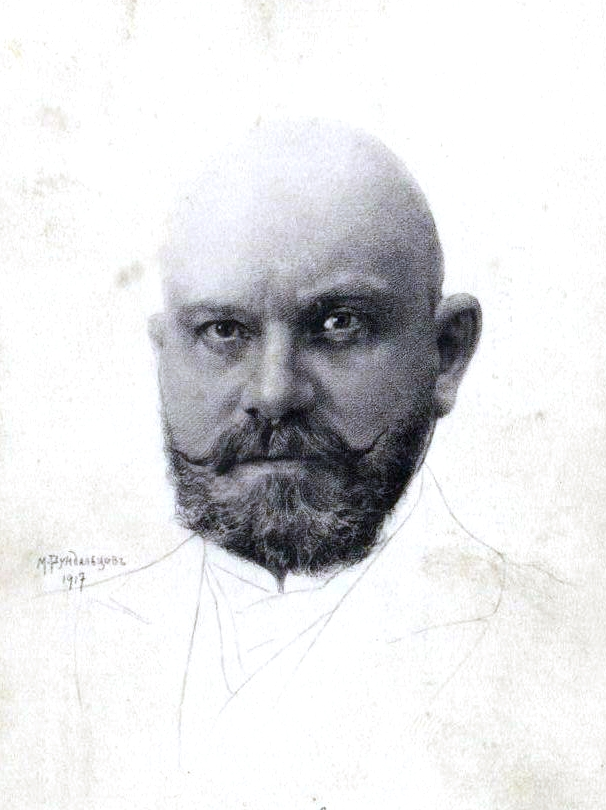
В 1917 году

Во время Февральской революции стал членом Временного комитета Государственной думы. Занимал пост обер-прокурора Святейшего синода в первом и втором (первом коалиционном) составах Временного правительства. Удалил из Синода его прежних членов: митрополитов Петроградского Питирима (Окнова) и Московского Макария (Невского), которых пресса обвиняла в связях с Распутиным. 14 (27) апреля 1917 инициировал издание указа Временного правительства об изменении состава Святейшего синода, который оставил из прежних его членов только архиепископа Сергия (Страгородского). Активно поддерживал деятельность демократически и реформаторски настроенных представителей духовенства (в частности, по его инициативе редактором «Всероссийского церковно-общественного вестника» был назначен либеральный профессор Борис Титлинов), при его поддержке прошёл Всероссийский епархиальный съезд из представителей духовенства и мирян. Был сторонником созыва Поместного собора, считая, что большинство его участников будут сторонники реформ (это предположение не оправдалось).
Его эмоциональный характер, свойственный ему авторитарный стиль управления вызывали недовольство большинства представителей епископата. По словам митрополита Евлогия (Георгиевского), входившего в состав Предсоборного совета, Львов во время пребывания на посту обер-прокурора «держался диктатором и переуволил немало архиереев», «вносил в деловую атмосферу наших заседаний раздраженный, истерический тон, предвзятую недоброжелательность по отношению к архиереям — он не помогал работе, а мешал». Николай Жевахов прямо называл его «одержимым диаволом».

8 (21) июля 1917 Львов подал в отставку, поддержав создание нового правительства во главе с Александром Керенским, который, однако, не включил его в состав своего кабинета министров, предпочтя назначить обер-прокурором значительно более тактичного и умевшего находить общий язык со священноначалием профессора Антона Карташёва. По словам историка Никиты Соколова, 

Львов был в бешенстве и прямо говорил министру иностранных дел Михаилу Терещенко, что «Керенский ему теперь смертельный враг». Встречавшие тогда Львова, поражались происшедшей в нём переменой. Владимир Николаевич был так экзальтирован, что многим казался невменяемым.

Был членом Всероссийского Поместного собора (открылся 15 августа 1917 года); но соборных заседаний не посещал.

## Львов и выступление генерала Корнилова
В августе 1917 года Львов сыграл не до конца ясную роль в событиях, связанных с выступлением генерала Л. Г. Корнилова. Вначале он добился встречи с Керенским, на которой предложил тому войти в контакт с группой неназванных общественных деятелей, которая имеет «достаточно реальную силу», чтобы обеспечить его правительству поддержку справа. На это Керенский согласился. Тогда Львов явился в ставку Корнилова и, выступая в качестве представителя Керенского (который никаких поручений ему не давал), стал рассуждать о возможности установления диктатуры Корнилова с санкции Временного правительства. В ответ Корнилов изложил ему свои условия принятия диктаторских полномочий, которые ещё ранее обсуждались с представителем Керенского Б. В. Савинковым (но без участия Львова).
После этого Львов прибыл в Петроград, где вновь встретился с Керенским, но уже в качестве «парламентёра» от Корнилова (который опять-таки данного поручения ему не давал), и предъявил председателю правительства ультимативное требование «передать всю власть военную и гражданскую в руки верховного главнокомандующего». При этом он добавил собственную оценку ситуации, заявив, что Керенского в ставке «все ненавидят» и в случае его там появления «непременно убьют». Все эти действия Львова привели к тому, что Керенский приказал его арестовать как соучастника «мятежника» Корнилова, а самого главнокомандующего уволить с должности (последнее и спровоцировало неудачное выступление Корнилова, его арест и отставку правительства).

Существуют разные версии мотивов действий Львова в эти дни — от сознательной провокации с целью смещения Керенского до неудачной попытки вернуться в большую политику. По словам Никиты Соколова, 

мы никогда не узнаем, был ли последовавший в конце августа демарш Львова следствием помутнения рассудка или коварно задуманной и виртуозно исполненной местью, но последствия его оказались катастрофическими.

Некоторое время Львов пробыл в Петропавловской крепости, а затем был переведён под домашний арест.

## Деятельность в период Гражданской войны и в эмиграции
После прихода к власти большевиков Львов тайно покинул Петроград и уехал в Бугурусланский уезд Самарской губернии, недолго жил в Самаре. Наступление Красной армии вынудило семью Львовых выехать в Сибирь, где Владимир Николаевич жил в Томске и Омске, отошёл от политической деятельности. В конце 1919 Львовым пришлось эвакуироваться дальше на восток, причём Львова как бывшего члена правительства, в отличие от других членов его семьи, отказались брать в вагон Американского Красного Креста. Ему удалось уехать на почтовом поезде во Владивосток, откуда в 1920 он эмигрировал в Токио, а вскоре переехал во Францию. Его семья поселилась в Китае, и более он её не видел.

Уже в конце 1920 Львов выступил во Франции с требованием прекратить помощь белым войскам генерала Петра Врангеля и заявил о том, что поддержка Врангеля французским правительством носит незаконный характер. В 1921 он примкнул к «сменовеховству», эмигрантскому движению, выступавшему за отказ от борьбы против советской власти и сотрудничество с ней. В ноябре того же года он выступил в Париже с докладом на тему «Советская власть в борьбе за русскую государственность», в котором заявил, что только 

Советская власть способна осуществить жизненные требования, она одна лишь является носительницей русской государственной идеи… ибо все остальные власти, претендовавшие на всероссийское значение, раздавлены колесом революции.

## Жизнь в СССР
В 1922 Львов вернулся в СССР, где стал управляющим делами обновленческого Высшего церковного управления. Активно участвовал в движении обновленцев, читал лекции по истории церкви и современной ситуации в ней, публиковал статьи в издании «Живая церковь». По словам историков Анатолия Краснова-Левитина и Вадима Шаврова, «такой же шумный, крикливый, самоуверенный, как был, В. Н. Львов снова начинает увиваться вокруг Православной Церкви, стремясь заработать на начинающемся расколе политический капитал».
Осенью 1924 года был уволен со своей должности, но продолжал выступать с лекциями в различных городах. Занимался редактированием статей для готовившегося к печати издания «Возрождение и развитие промышленности, торговли и финансов СССР».
Г. М. Катков пишет в своём фундаментальном исследовании «Февральская революция»:
Владимир Львов эмигрировал с Белой армией и в 1920 году очутился в Париже; он опубликовал серию диких статей о корниловском деле; публикация прекратилась только после того, как В. Д. Набоков обратился к редакции газеты с протестом по поводу нелепого вздора, который Львов предлагает читателям. Вскоре после публикации статей Львов прочел лекцию, в которой заявил, что единственное правительство, защищающее великие исторические традиции России, — это советское Правительство. Несколько позже он вернулся в СССР, вступил в Союз Безбожников и стал писать антирелигиозные статьи в газетах.
В феврале 1927 года был арестован вместе с другими сотрудниками издательского кооператива «Искра» по обвинению в «экономической контрреволюции». По постановлению коллегии ОГПУ от 29 апреля 1927 был выслан на три года в Сибирь «с оставлением в одном из губернских городов». Отбывал ссылку в Томске, в сентябре 1929 был освобождён, но остался на жительство в этом городе. Затем вновь был арестован и умер в Томской тюремной больнице «от упадка сердечной деятельности». В ряде справочников утверждается, что он скончался в 1934, однако исследователи истории рода Львовых А. П. Львова и И. А. Бочкарёва со ссылкой на материалы следственного дела из Центрального архива ФСБ отмечают, что свидетельство о его смерти датировано 20 сентября 1930 года.

## Семья
Женат на Марии Алексеевне Толстой (1873—1941 или 1942), наследнице земель в Бугурусланском уезде Самарской губернии. Жена скончалась в эмиграции в Харбине. Дети:
- Николай (1901—1942) — офицер белой (колчаковской) армии, был взят в плен в 1920, до 1922 находился в заключении. Позднее сменил фамилию на Корзухин, чтобы скрыть своё прошлое. В 1933 выслан из Москвы в Торжок, где преподавал географию в техническом училище, работал секретарём в адвокатской конторе. В 1941 мобилизован в Красную армию, находился в плену. В декабре 1941 был захвачен советскими партизанами в городе Жиздре, обвинён в сотрудничестве с немецкими спецслужбами, доставлен на самолёте в Москву. 12 июля 1942 расстрелян по обвинению в измене Родине. Реабилитирован в 1998.
- Алексей, умер в детском возрасте.
- Василий (1906—1985), в монашестве Нафанаил — архиепископ Русской православной церкви за рубежом.
- Григорий (1907—1941) — жил в Китае, умер в Гонконге.
- Иван (1909—1938) — жил в эмиграции в Китае, преподавал английский язык, открыл свою школу. В 1935 его жена Надежда Анисимовна, урождённая Бойко, вернулась в СССР вместе со своими родителями и годовалым сыном Львом. Иван Владимирович последовал за ней, взяв фамилию Осипов. Преподавал английский язык во Владивостоке, в 1937 арестован и в следующем году расстрелян по обвинению в шпионаже. Реабилитирован в 1963. Его жена также была арестована и 10 лет провела в лагере.
- Мария (1903—1986), первым браком была замужем за царским офицером Николаем Мещеряковым, вторым — за Фёдоровым. Жила в эмиграции в Китае, затем в США, где и скончалась. Её сын — Томислав играл в баскетбол в НБА за клубы Филадельфия/Сан-Франциско Уорриорз и Сиэтл Суперсоникс в 1960-х годах[8].